# Clostera pigranocheta
Clostera pigranocheta är en fjärilsart som beskrevs av Klemann. 1928. Clostera pigranocheta ingår i släktet Clostera och familjen tandspinnare. Inga underarter finns listade i Catalogue of Life.